# Rödbröstad koua
Rödbröstad koua (Coua serriana) är en fågel i familjen gökar inom ordningen gökfåglar.

## Utbredning och systematik
Fågeln förekommer i regnskog på nordöstra Madagaskar. Den behandlas som monotypisk, det vill säga att den inte delas in i några underarter.

## Status
IUCN kategoriserar arten som livskraftig.

## Namn
Fågelns vetenskapliga artnamn hedrar franske anatomisten Antoine Etienne Renaud Augustin Serrès (1786-1868).